# Alice Cleaver

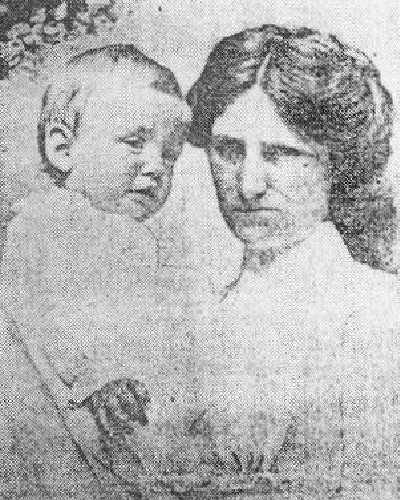
Cleaver mit ihrem Schützling Trevor Allison (1912).

Alice Catherine Cleaver (* 5. Juli 1889 in Kentish Town, St Pancras, London; † 1. November 1984 in Winchester, Hampshire) war ein englisches Kindermädchen, das 1912 den Untergang der Titanic überlebte und kurz darauf aufgrund einer namentlichen Verwechslung Gegenstand eines Kriminalfalles wurde, der mediale Aufmerksamkeit erregte.

## Leben
Cleaver war die Tochter des Postangestellten Joseph Cleaver und dessen Frau Lavinia Alice Thomas. Um zum Familieneinkommen beizutragen, begann Cleaver schon als Teenager als Babysitter für Nachbarfamilien zu arbeiten. Sie genoss einen guten Ruf und war schon nach kurzer Zeit für verschiedene wohlhabende Londoner Familien tätig.
Im April 1912 wurde sie vom kanadischen Multimillionär Hudson J. C. Allison aus Montreal als Kindermädchen für seine beiden kleinen Kinder angestellt. Es war eine Entscheidung in letzter Minute; das eigentliche Kindermädchen hatte kurzfristig gekündigt. Allison ging am 10. April 1912 in Southampton mit seiner Ehefrau Bessie, Tochter Lorraine (zwei Jahre) und Sohn Trevor (elf Monate) und drei weiteren Angestellten (einem Dienstmädchen, einer Köchin und einem Chauffeur) als Passagiere an Bord der Titanic, um nach Montreal zurückzukehren. Die Dienste der Köchin und des Chauffeurs wurden während der Reise nicht benötigt; diese beiden Angestellten wurden daher in der Zweiten Klasse untergebracht. Der Rest der Gruppe (die Allison-Familie, Kindermädchen Alice Cleaver und Dienstmädchen Sarah Daniels) bewohnten zwei benachbarte Luxuskabinen der Ersten Klasse auf dem C-Deck.
Warum die Gruppe in der Nacht des Untergangs getrennt wurde, konnte nie ganz geklärt werden. Als das Schiff in der Nacht zum 15. April nach der Eisbergkollision unterging, begab sich Cleaver, mit dem Baby Trevor auf dem Arm, offenbar in den Bereich der Zweiten Klasse, um die beiden übrigen Angestellten über die Lage zu verständigen. Auf dem Weg dorthin wurde sie vermutlich von Besatzungsangehörigen abgefangen und, da man sie für die Mutter des Kindes hielt, in das Rettungsboot Nr. 11 gesetzt, welches sich im zur Zweiten Klasse gehörenden achteren Bootsdeck-Bereich befand.
Bessie Allison wurde zusehends unruhiger, weil Cleaver nicht zurückkehrte. Die Familie war sich nicht bewusst, dass sich ihr Sohn bereits in Sicherheit befand. Hudson und Bessie Allison wurden gesehen, wie sie bis zum Schluss das Bootsdeck nach ihrem Kind absuchten. Bessie Allison verweigerte einen Platz in einem Rettungsboot und gab auch ihre Tochter nicht in eines der Boote. Hudson und Bessie Allison sowie ihre Tochter Lorraine kamen bei dem Untergang ums Leben. Lorraine war das einzige Kind der Ersten und Zweiten Klasse, das nicht gerettet wurde.
Cleaver gab nach der Landung in New York zunächst zum Schutz des Kindes einen falschen Namen an (Jean) und gab sich als dessen Mutter aus. Trevor wurde vom Bruder seines Vaters, George R. B. Allison, Vorsitzendem des United Theological College in Montreal, und dessen Frau Lillian beansprucht. Nach dem Untergang wurde Cleaver zunächst als Lebensretterin und Heldin gefeiert und erschien mit Trevor auf den Titelseiten vieler Zeitungen und Zeitschriften. Später kam es jedoch zu einem Missverständnis. Ihr wurde vorgeworfen, eine gesuchte Kindsmörderin zu sein. Sie habe 1909 ihren unehelich geborenen Sohn aus einem fahrenden Zug geworfen und ihn somit getötet. Cleaver bestritt die Vorwürfe vehement. Die Hinterbliebenen der Familie Allison konnten sich nicht vorstellen, dass ihre Verwandten eine gesuchte Mörderin angestellt hatten. Letztendlich erwiesen sich die Vorwürfe als falsch; man hatte Alice Catherine Cleaver mit einer Frau namens Alice Mary Cleaver verwechselt. Diese saß zu diesem Zeitpunkt bereits aufgrund des Verbrechens im Gefängnis, wo sie 1915 an Tuberkulose starb. Da die internationalen Medien jedoch weiterhin diesbezüglich Falschinformationen über Cleaver verbreiteten, traten mehrfach Klagen seitens Cleavers Familie auf.
Obwohl sich die Geschichte als haltlos erwies, fand sie Eingang in diverse Veröffentlichungen zum Thema Titanic. In dem Buch Titanic: An Illustrated History sowie in dem Spielfilm Titanic von 1996 wird die Geschichte von Alice Cleaver als Mörderin aufgegriffen.
Alice Cleaver heiratete am 22. Juni 1918 den verwitweten Fabrikanten Edward James Williams und hatte mit ihm zwei Töchter. Sie starb 1984 im Alter von 95 Jahren.